# Художественная галерея Фрира
Галерея искусства Фрир (англ. Freer Gallery of Art) — музей азиатского и средиземноморского искусства, а также произведений американских художников, в том числе Джеймса Уистлера и Дуайта Трайона. 
Галерея основана промышленником из Детройта Чарльзом Фриром в 1906 году и расположена в неоклассическом здании 1923 года в центре Вашингтона (США) на южной стороне Молла. Вместе с Галереей А. М. Саклера является частью Смитсоновского института, где хранятся произведения искусства из Азии.
Среди экспонатов галереи — китайский и корейский фарфор, китайская живопись, древнеегипетские и античные переднеазиатские археологические объекты, японские ширмы, индийские и персидские манускрипты, буддийские скульптуры разных регионов и эпох. Также здесь выставляется интерьер так называемой «Павлиньей комнаты», купленной Фриром в Лондоне и находившейся в его доме в Детройте. 

## История основания
Основал галерею производитель вагонов Чарльз Лангом Фрир. Владея крупнейшей коллекцией произведений американского художника Джеймса Макнил Уистлера, Чарльз стал его покровителем и другом.
В 1908 году Чарльз Мур, бывший помощник сенатора Соединенных Штатов в Мичигане, подружившись с Чарльзом Фриром, убедил его постоянно выставлять свою коллекцию восточного искусства из 8 000 экспонатов в Вашингтоне, округ Колумбия.
Смитсоновский совет в 1906 году принял подарок от Чарльза Фрира в виде произведений из 8 000 экспонатов. Владелец коллекции требовал, чтобы демонстрировались только экспонаты из постоянной коллекции, а также произведения не должны были выставляться в другом месте. Фрир был убежден, что все музейные экспонаты должны быть всегда доступны для ученых. Также условием Фрир, который завещал Смитсоновскому институту свою коллекцию был полный кураторский контроль над коллекцией до его смерти. Однако Чарльз Фрир умер, прежде чем художественная галерея была завершена.

## Американское искусство в галерее
Американское искусство в Художественной галерее Фрир появилось в 1880-х годах.
Встреча в 1890 году с американским художником Джеймсом Эбботом Макнилом Уистлером, который использовал в своих работах японские гравюры и китайскую керамику, подтолкнула Чарльза Фрир на расширение своих коллекций, собрав коллекцию из 1300 работ Джеймса Уистлера, которая является лучшей в мире. Однако он продолжал интересоваться американским искусством.
Одна из самых известных выставок в галерее Фрир — «Павлинья комната», роскошная лондонская столовая, расписанная Джеймсом Уистлером в 1876–1877 годах. Комната была разработана для британского магната Ф. Р. Лейланда и украшена зелёными и золотыми узорами в павлиньей тематике. Данная экспозиция была куплена Чарльзом Фрир в 1904 году и установлена в галерее после смерти владельца.
Художественная галерея Фрир владеет работам: Томас Уилмер Дьюинг (1851–1938), Дуайт Уиллиам Трайон (1849–1925), Эббот Хэндерсон Тейер (1849–1921), Фредерик Чайльд Гассам (1859–1935), Уинслоу Хомера (1836–1910), Огастес Сент-Годенс (1848–1907), Уиллард Меткалф (1858–1925), Джон Сингер Сарджент (1856–1925) и Джона Генри Твахтмана (1853–1902).

## Публичные программы
В Художественной галерее Фрир расположена аудитория Юджина и Агнес Э. Мейер, названная в честь американского финансиста и издателя Юджина Мейера и журналиста, общественного активиста Агнес Э. Мейер. Аудитория предоставляет место для широкого спектра бесплатных государственных программ: концерты музыки и танца, лекции, камерная музыка и драматические презентации. Также галерея известна своими сериями фильмов, освещающими самые разные азиатские культуры (в том числе фестиваль корейского кино и фестиваль иранского кино).
Совсем недавно музеи начали серию «Азия после наступления темноты», открывая пространство для музыкантов, танцев, азиатской кухни и других развлечений после трудового рабочего дня.
В 2011 году Художественная галерея Фрир и галерея Артура М. Саклера демонстрировали выступление Стива Аоки.
Ежедневно проходят бесплатные экскурсии и направляют посетителей как на показанные выставки, так и на конкретные темы в Художественной галерее Фрир и галерее Артура М. Саклера. Широкий спектр публичных лекций даёт углубленный опыт известным художникам и учёным. 